# Exposición Internacional del Centenario

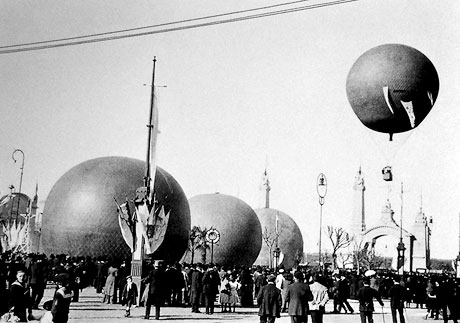
Globos aerostáticos im Pavillon 'Eisenbahn und Transport'

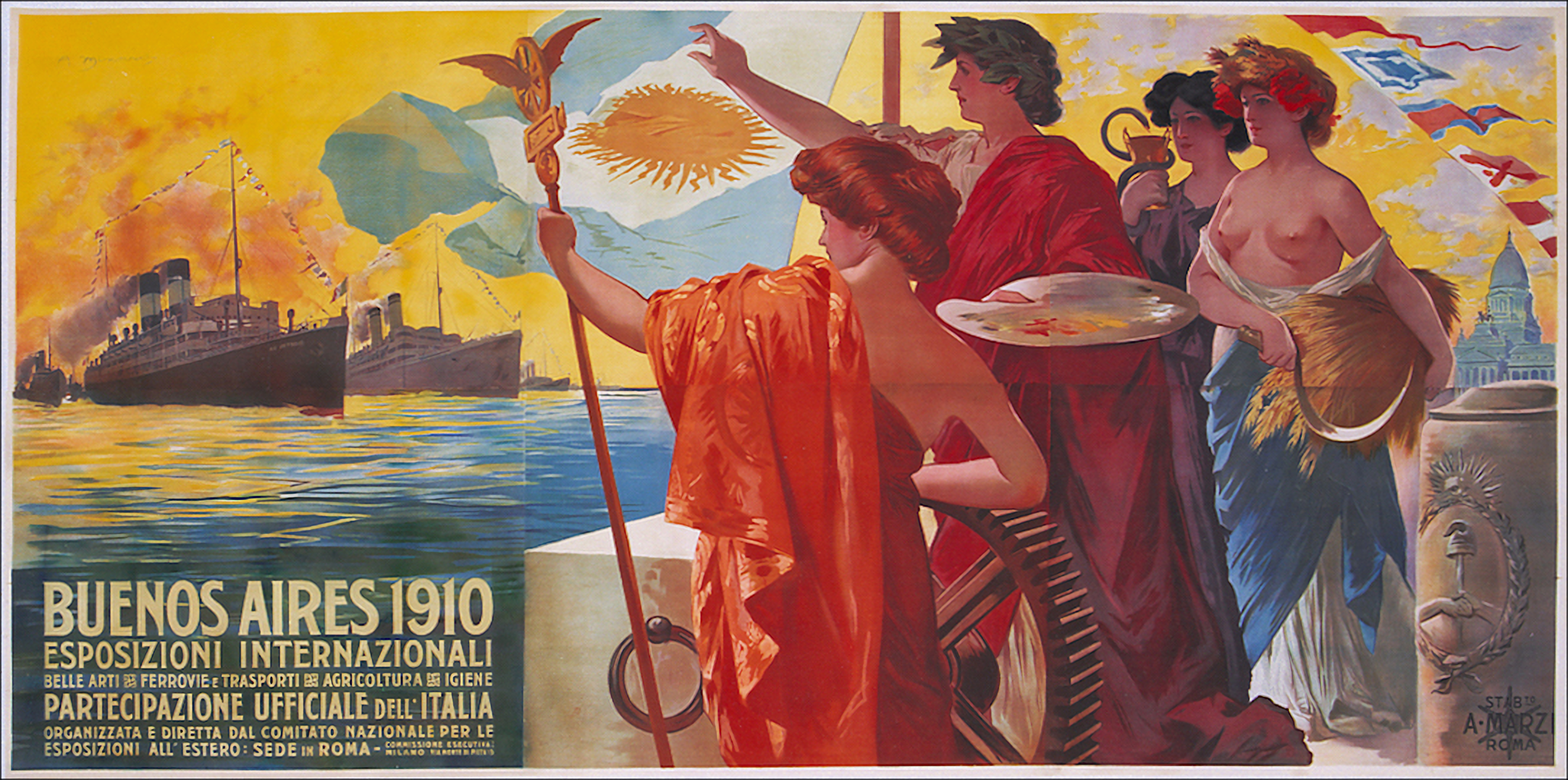
Illustration zur Bewerbung der Ausstellung. Künstler: Adriano Minardi.

Die Exposición Internacional del Centenario war eine Ausstellung, die zwischen Mai und November 1910 in der argentinischen Hauptstadt Buenos Aires stattfand. Der Zeitpunkt der Ausstellung sollte an den hundertsten Jahrestag der Mai-Revolution von 1810 erinnern. Mit 1,2 Millionen Einwohnern war Buenos Aires zu der Zeit die größte Stadt Südamerikas, die achtgrößte Stadt der Welt und eine der reichsten. Als Hauptstadt und Haupthafen der jungen argentinischen Republik befand sich die Stadt auf der Höhe ihrer wirtschaftlichen Entwicklung und wuchs rasch durch die Immigration aus Europa.
Die Ausstellung hatte folgende Themen:
- Landwirtschaft und Viehzucht – Für diesen Bereich wurde das Gelände der Landwirtschaftsausstellung von Buenos Aires im Stadtteil Palermo zur Verfügung gestellt.
- Industrie – Hierfür stand ein Pavillon an der Avenida del Libertador zur Verfügung. Dort wurden Maschinen ausgestellt, wie man sie bisher in Argentinien noch nicht kannte.
- Eisenbahn und Überlandtransport – Eine Ausstellung der neuesten Automobile aus Europa, Jachten, Flugzeuge, Lokomotiven u. ä. Der Ausstellungsort befand sich in der Nähe des Hippodroms in Palermo.
- Hygiene – Das Ausstellungsgelände befand sich am heutigen Standort der argentinischen Nationalbibliothek.

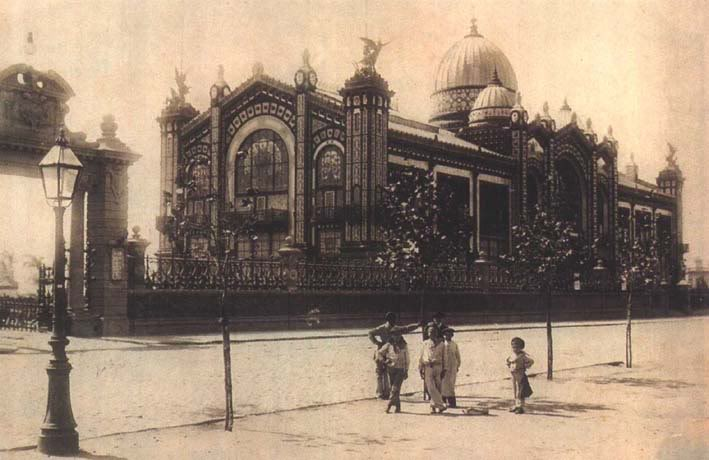
Der Pavillon der Schönen Künste

- Schöne Künste – Der Pavillon hierfür wurde von dem französischen Architekten Albert Ballu entworfen und stand auf der Plaza General San Martín in Retiro. Es handelte sich dabei um eine Eisenkonstruktion mit Keramiken und Buntglas. Der Pavillon wurde als Beitrag Argentiniens zur Weltausstellung in Paris von 1889 gebaut und später nach Argentinien verschifft.

Außerdem gab es zahlreiche Pavillons für argentinische Provinzen, u. a. für Córdoba, Mendoza, Salta, Jujuy und Tucumán. Zu den ausstellenden Ländern gehörten Deutschland, England, Italien, Österreich-Ungarn, Paraguay, die Schweiz und Spanien. Entsprechend dem Zeitgeist spielte der Jugendstil eine große Rolle bei der Gestaltung der Ausstellungsgebäude.
Eine Reihe junger italienischer Architekten, darunter Virginio Colombo, Francisco Gianotti und Mario Palanti, die den italienischen Pavillon entwarfen, blieben in Buenos Aires. Ihre Gebäude waren einige der wichtigsten in der Architektur des 20. Jahrhunderts in Buenos Aires und die noch erhaltenen von ihnen sind immer noch bedeutend für das Stadtbild.